# Lapleau
Lapleau é uma comuna francesa na região administrativa da Nova Aquitânia, no departamento de Corrèze. Estende-se por uma área de 17,76 km². Em 2010 a comuna tinha 375 habitantes (densidade: 21,1 hab./km²).